# Cardinology
Cardinology è il decimo album discografico in studio da solista del cantautore statunitense Ryan Adams, pubblicato nel 2008 a nome Ryan Adams and The Cardinals.

## Tracce
1. Born into a Light – 2:16
2. Go Easy – 2:56
3. Fix it – 3:00
4. Magick – 2:17
5. Cobwebs – 3:57
6. Let Us Down Easy – 4:21
7. Crossed Out Name – 2:44
8. Natural Ghost – 3:39
9. Sink Ships – 3:38
10. Evergreen – 3:36
11. Like Yesterday – 2:32
12. Stop – 5:34

Bonus tracks
1. The Color of Pain (iTunes Bonus Track) – 3:05
2. Memory Lane (UK Bonus Track) – 3:02